# Sonia Seraficeanu
Sonia-Mariana Seraficeanu (n. 25 iulie 1997, în Hunedoara) este o handbalistă română care joacă pentru echipa CS Gloria 2018 Bistrița-Năsăud pe postul de extremă dreapta. Seraficeanu este și componentă a echipei naționale a României, alături de care a luat parte la Campionatul Mondial din 2019.

## Biografie
Sonia Seraficeanu a început să joace handbal la Clubul Sportiv Școlar din Hunedoara, de unde s-a transferat în 2014 la Clubul Sportiv Școlar Mediaș, iar în același an a fost convocată la echipa națională de junioare I a României. În paralel, beneficiind de dublă legitimare, Seraficeanu a jucat și pentru SC Mureșul Târgu Mureș, în Liga Națională. În acea perioadă, handbalista a evoluat pe posturile de extremă dreapta și intermediar dreapta.
Între 23 iulie și 2 august 2015 a fost componentă a echipei de tineret a României care a evoluat la Campionatul European U19 din Spania, unde s-a clasat pe locul al 10-lea.
Tot în vara anului 2015, handbalista s-a transferat la CSM Cetate Deva, unde a rămas până în ianuarie 2017, când echipa s-a desființat din motive financiare. În aceeași lună, Seraficeanu a semnat un contract cu Universitatea Cluj.
În luna iunie 2017 a plecat la CSM Slatina, iar în luna iulie a fost selectată să facă parte din selecționata națională B de senioare a României care a susținut două jocuri amicale cu reprezentativa similară a Spaniei.
Din vara anului 2018 până în 2021 Seraficeanu a jucat la CS Minaur Baia Mare. În luna martie 2019, ea a fost inclusă în echipa națională la turneului amical Golden League iar între 31 mai și 2 iunie 2019 a participat împreună cu selecționata A de senioare a României la Trofeul Carpați ediția a 51-a. Pe 7 noiembrie 2019 a fost anunțată selecționarea ei la echipa națională a României, în vederea Campionatului Mondial din Japonia.
În 2021 ea s-a transferat la CS Gloria 2018 Bistrița-Năsăud.

## Palmares
- Liga Europeană:
  -  Finalistă: 2024
  -  Medalie de bronz: 2021

- Trofeul Carpați:
  -  Locul 2: 2018

- Liga Națională: 
  -  Medalie de argint: 2021
  -  Medalie de bronz: 2023, 2024

- Cupa României:
  -  Medalie de bronz: 2024
  - Semifinalistă: 2023

- Trofeul Minaur:
  -  Câștigătoare: 2019
  -  Locul 3: 2018

## Statistică goluri și pase de gol
Conform Federației Române de Handbal, Federației Europene de Handbal și Federației Internaționale de Handbal:
| Sezon                          | Echipă   | Goluri |
| ------------------------------ | -------- | ------ |
|                                |          |        |
| 2014-15                        |          |        |
| SC Mureșul Târgu Mureș         | 4        |        |
|                                |          |        |
| 2016-17                        |          |        |
| CSM Cetate Deva / „U” Cluj     | 37✳ / 14 |        |
|                                |          |        |
| 2017-18                        |          |        |
| CSM Slatina                    | 30       |        |
|                                |          |        |
| 2018-19                        |          |        |
| CS Minaur Baia Mare            | 50       |        |
|                                |          |        |
| 2019-20                        |          |        |
| CS Minaur Baia Mare            | 54       |        |
|                                |          |        |
| 2020-21                        |          |        |
| CS Minaur Baia Mare            | 25       |        |
|                                |          |        |
| 2021-22                        |          |        |
| CS Gloria 2018 Bistrița-Năsăud | 51       |        |
|                                |          |        |
| 2022-23                        |          |        |
| CS Gloria 2018 Bistrița-Năsăud | 82       |        |
|                                |          |        |
| 2023-24                        |          |        |
| CS Gloria 2018 Bistrița-Năsăud | 89       |        |

| Sezon                          | Echipă | Goluri |
| ------------------------------ | ------ | ------ |
|                                |        |        |
| 2014-15                        |        |        |
| SC Mureșul Târgu Mureș         | -      |        |
|                                |        |        |
| 2016-17                        |        |        |
| „U” Cluj                       | 2      |        |
|                                |        |        |
| 2017-18                        |        |        |
| CSM Slatina                    | 3      |        |
|                                |        |        |
| 2018-19                        |        |        |
| CS Minaur Baia Mare            | -      |        |
|                                |        |        |
| 2019-20                        |        |        |
| CS Minaur Baia Mare            | 12     |        |
|                                |        |        |
| 2020-21                        |        |        |
| CS Gloria 2018 Bistrița-Năsăud | -      |        |
|                                |        |        |
| 2021-22                        |        |        |
| CS Gloria 2018 Bistrița-Năsăud | 11     |        |
|                                |        |        |
| 2022-23                        |        |        |
| CS Gloria 2018 Bistrița-Năsăud | 12     |        |
|                                |        |        |
| 2023-24                        |        |        |
| CS Gloria 2018 Bistrița-Năsăud | 13     |        |

| Sezon                          | Echipă | Goluri |
| ------------------------------ | ------ | ------ |
|                                |        |        |
| 2023-24                        |        |        |
| CS Gloria 2018 Bistrița-Năsăud | 2      |        |

| Ediția          | Echipă | Goluri | Pase de gol |
| --------------- | ------ | ------ | ----------- |
|                 |        |        |             |
| Spania 2015     |        |        |             |
| România tineret | 17     | 3      |             |

| Ediția                                 | Echipă | Goluri | Pase de gol |
| -------------------------------------- | ------ | ------ | ----------- |
|                                        |        |        |             |
| Danemarca 2020                         |        |        |             |
| România                                | 6      | -      |             |
|                                        |        |        |             |
| Slovenia, Macedonia și Muntenegru 2022 |        |        |             |
| România                                | 11     | -      |             |
|                                        |        |        |             |
| Austria, Elveția și Ungaria 2024       |        |        |             |
| România                                | 19     | 1      |             |

| Ediția                             | Echipă | Goluri | Pase de gol |
| ---------------------------------- | ------ | ------ | ----------- |
|                                    |        |        |             |
| Japonia 2019                       |        |        |             |
| România                            | 15     | 1      |             |
|                                    |        |        |             |
| Danemarca, Norvegia și Suedia 2023 |        |        |             |
| România                            | 20     | 2      |             |

| Sezon                          | Echipă | Goluri |
| ------------------------------ | ------ | ------ |
|                                |        |        |
| 2020-21                        |        |        |
| CS Minaur Baia Mare            | 9      |        |
|                                |        |        |
| 2023-24                        |        |        |
| CS Gloria 2018 Bistrița-Năsăud | 35     |        |

✳ CSM Cetate Devatrans Deva s-a retras din campionat după etapa a XIII-a din sezonul 2016-2017 și a fost exclusă din Liga Națională, iar rezultatele din meciurile susținute de CSM Cetate Devatrans Deva au fost anulate.